# 6 d'Andròmeda
6 d'Andròmeda (6 Andromedae) és una estrella de la constel·lació d'Andròmeda. Té una magnitud aparent de 5,91.